# Bacton (Norfolk)
Bacton is een civil parish in het bestuurlijke gebied North Norfolk, in het Engelse graafschap Norfolk met 1194 inwoners. Hier begint de Engelse gasleiding naar Zeebrugge en de BBL-pijpleiding naar Balgzand bij Den Helder.
Bacton was de woonplaats van de Engelse componist Ernest Moeran.